# Израильская хоккейная лига в сезоне 2013/2014
Израильская хоккейная лига в сезоне 2013/2014 — 23-й сезон чемпионата ИзХЛ и 2-й сезон Высшего дивизиона израильского хоккея.

## Регламент турнира
На первом этапе 8 команд были разделены на две группы: Группа «Север» и Группа «Центр» (по 4 команды в каждой),
в которых был разыгран двухкруговой турнир. Третья и четвёртая команды, каждой группы, разыграли турнир за 5-8 места, а две лучшие команды образовали группу, в которой был разыгран двухкруговой турнир за 1-4 места. Команды занявшие последние 2 места разыграли бронзовые медали, а первые две встретились в финале.
Игры группы «Центр» прошли в ледовом дворце Холона «Айс Пикс», а группы «Север» в ледовом дворце Метулы «Канада Центр».
Чемпионом Израиля второй сезон подряд, стала команда Ришон Дэвилз

## Участники
В Высший Дивизион вошло 8 команд. 7 команд, выступавших в Высшем Дивизионе прошлого года — чемпион Израиля Ришон Дэвилз, ХК Бат-Ям, две команды из Метулы КИХШ и ХК Метула, 6-кратный чемпион Израиля Хоукс Хайфа, команда Монфорт из Маалота, Хорсез из города Кфар-Сава и победитель Национального Дивизиона — Драгонс Нес Циона

## Регулярный чемпионат

### Группа «Север»
| М | Команда   | 1        | 2        | 3       | 4       | В | ВО | ПО | П | ШЗ | ШП | РШ  | О  |
| - | --------- | -------- | -------- | ------- | ------- | - | -- | -- | - | -- | -- | --- | -- |
| 1 | Монфорт   | @        | 3:4* 6:2 | 1:0 5:1 | 6:1 7:0 | 5 | 0  | 1  | 0 | 28 | 8  | +20 | 16 |
| 2 | КИХШ      | 4:3* 2:6 | @        | 7:0 3:1 | 9:2 8:3 | 4 | 1  | 0  | 1 | 33 | 15 | +18 | 14 |
| 3 | Хоукс     | 0:1 1:5  | 0:7 1:3  | @       | 4:3 7:0 | 2 | 0  | 0  | 4 | 13 | 19 | −6  | 6  |
| 4 | ХК Метула | 1:6 0:7  | 2:9 3:8  | 3:4 0:7 | @       | 0 | 0  | 0  | 6 | 9  | 41 | −32 | 0  |

Примечания: * — матч закончился в овертайме или после буллитов

### Группа «Центр»
| М | Команда           | 1        | 2        | 3        | 4        | В | ВО | ПО | П | ШЗ | ШП | РШ  | О  |
| - | ----------------- | -------- | -------- | -------- | -------- | - | -- | -- | - | -- | -- | --- | -- |
| 1 | Ришон Дэвилз      | @        | 10:3 7:3 | 2:3 10:1 | 6:1 8:1  | 5 | 0  | 0  | 1 | 43 | 12 | +31 | 15 |
| 2 | Хорсез            | 3:10 3:7 | @        | 6:5 12:7 | 10:2 6:4 | 4 | 0  | 0  | 2 | 40 | 35 | +5  | 12 |
| 3 | Бат-Ям            | 3:2 1:10 | 5:6 7:12 | @        | 8:0 4:2  | 3 | 0  | 0  | 3 | 28 | 32 | -4  | 9  |
| 4 | Драгонс Нес Циона | 1:6 1:8  | 2:10 4:6 | 0:8 2:4  | @        | 0 | 0  | 0  | 6 | 10 | 42 | −32 | 0  |

## Финальный турнир
| М | Команда      | 1        | 2        | 3        | 4        | В | ВО | ПО | П | ШЗ | ШП | РШ | О  |
| - | ------------ | -------- | -------- | -------- | -------- | - | -- | -- | - | -- | -- | -- | -- |
| 1 | Ришон Дэвилз | @        | 11:3 7:8 | 5:4 3:4* | 3:1 2:3* | 3 | 0  | 2  | 1 | 31 | 23 | +8 | 11 |
| 2 | Хорсез       | 3:11 8:7 | @        | 1:2 6:4  | 2:1 2:3* | 3 | 0  | 1  | 2 | 22 | 28 | -6 | 10 |
| 3 | Монфорт      | 4:5 4:3* | 2:1 4:6  | @        | 1:2 2:0  | 2 | 1  | 0  | 3 | 17 | 17 | 0  | 8  |
| 4 | КИХШ         | 1:3 3:2* | 1:2 3:2* | 2:1 0:2  | @        | 1 | 2  | 0  | 3 | 10 | 12 | -2 | 7  |

Примечания: * — матч закончился в овертайме или после буллитов

## Утешительный турнир
| М | Команда           | 1         | 2         | 3        | 4        | В | ВО | ПО | П | ШЗ | ШП | РШ  | О  |
| - | ----------------- | --------- | --------- | -------- | -------- | - | -- | -- | - | -- | -- | --- | -- |
| 5 | Бат-Ям            | @         | 4:3* 3:4* | 8:5 7:1  | 6:3 6:0  | 4 | 1  | 1  | 0 | 34 | 16 | +18 | 15 |
| 6 | Хоукс             | 3:4* 4:3* | @         | 2:1 2:0  | 4:3 3:1  | 4 | 1  | 1  | 0 | 18 | 12 | +6  | 15 |
| 7 | Драгонс Нес Циона | 5:8 1:7   | 1:2 0:2   | @        | 4:1 3:2* | 1 | 1  | 0  | 4 | 14 | 22 | -8  | 5  |
| 8 | ХК Метула         | 3:6 0:6   | 3:4 1:3   | 1:4 2:3* | @        | 0 | 0  | 1  | 5 | 10 | 26 | −16 | 1  |

Примечания: * — матч закончился в овертайме или после буллитов

## Матч за 3-е место
|  | Монфорт | 2 : 0 | КИХШ | Канада Центр, Метула |

| Отчёт | Отчёт | Отчёт | Отчёт | Отчёт |
| ----- | ----- | ----- | ----- | ----- |
|       |       |       |       |       |
|       |       |       |       |       |
|       |       |       |       |       |
|       |       |       |       |       |
|       |       |       |       |       |
|       |       |       |       |       |
|       |       |       |       |       |
|       |       |       |       |       |
|       |       |       |       |       |

## Финал
| 30 мая 2014 21:00 | Хорсез | 1 : 9 (1:1, 0:4, 0:4) | Ришон Дэвилз | Айс Пикс, Холон |

| Отчёт               | Отчёт                                             | Отчёт | Отчёт                                                            | Отчёт               |
| ------------------- | ------------------------------------------------- | --- | ---------------------------------------------------------------- | ------------------- |
|                     |                                                   | |                                                                  |                     |
|                     | Надав Ной — 00:00-43:10 Амит Газаль — 43:10-60:00 | Вратари | 00:00-53:00 — Александр Логинов 53:00-60:00 — Станислав Берлович | Судья: Гиль Винокур |
|                     | Голы:                                             | |                                                                  | Судья: Гиль Винокур |
| Давид Левин — 01:52 | 1:0 1:1 1:2 1:3 1:4 1:5 1:6 1:7 1:8 1:9           | 17:00 — Эли Аарон Клайн (Артур Пишкин) 20:20 — Эли Аарон Клайн (Максим Баз) 25:51 — Евгений Маргулис (Максим Баз) 36:30 — Владимир Свердлов 37:43 — Максим Баз 46:45 — Эли Аарон Клайн 49:15 — Дмитрий Розенман (Гиль Тихон) 50:40 — Маор Шарф (Артур Пишкин) 58:06 — Артур Пишкин |                                                                  | Судья: Гиль Винокур |
|                     |                                                   | |                                                                  | Судья: Гиль Винокур |
|                     |                                                   | |                                                                  | Судья: Гиль Винокур |
|                     |                                                   | |                                                                  | Судья: Гиль Винокур |
| 25 мин              | Штраф                                             | 29 мин |                                                                  | Судья: Гиль Винокур |
|                     |                                                   | |                                                                  |                     |
|                     |                                                   | |                                                                  |                     |

## Лига леумит Израиля по хоккею в сезоне 2013/2014
2-й турнир чемпионата Израиля в лиге леумит (национальная лига) прошёл с 4 ноября 2013 года по 9 июня 2014 года.
Все игры прошли на Айс Пикс арене. Победителем стала команда «Хитмен» из Раананы,
которая перешла в Высший дивизион.